# 252
252 (CCLII) var ett skottår som började en torsdag i den julianska kalendern.

## Händelser

### Okänt datum
- Valerianus återskapar legionen III Augusta för att bekämpa berberna.
- Påven Cornelius fängslas av den romerske kejsaren Trebonianus Gallus.
- Sun Liang efterträder Sun Quan som kung av det kinesiska kungariket Wu.
- Sirisamghabodhi efterträder Sangha Tissa I som kung på Ceylon.

## Avlidna
- Sun Quan, kinesisk krigsherre och grundare av det kinesiska kungariket Wu
- Pan Shu